# Bioraffinaderi
Et bioraffinaderi er et anlæg for produktion af produkter (kemikalier, materiale, brændstoffer og energi) fra en bio-baseret råvare. Et bioraffinaderi kan sammenlignes med et olieraffinaderi, hvor råolie raffineres til mange forskellige produkter. Et håb er, at bioraffinaderier skal kunne erstatte olieraffinaderier og dermed mindske samfundets afhængighed af fossil olie og dermed samtidig mindske udslippet af klimapåvirkende gasser. (se global opvarmning).     

## Produkter
Eksempler på produkter som kan produceres i bioraffinaderiet inkluderer:
- Alkohol: eks. Etanol (bioethanol) og butanol
- Dioler, såsom 1,3-propandiol
- Organiske syrer, såsom mælkesyre, ravsyre (succinat) og propionsyre, 3-hydroxypropionsyra (3HPA)

Hovedsageligt bliver disse produkter anvendt brændsel til køretøjer (ethanol, butanol) eller som byggesten (monomerer) for plastproduktion, til eksempelvis PLA (Polyactic acid). 
Eksempler på kommercialiserede produkter er;
- Cellulosebaseret ethanol: Betarenewables
- 1,3 propandiol: DuPonts Sorona
- Ravsyre: Reverdia Bio-amber
- PLA Mælkesyre: Nature Works Purac

## Råmateriale
Man kan anvende mange forskellige afgrøder som råmateriale i kemikalieproduktionen. Eftersom konverteringen til kemikalier og brændstoffer sker lettest fra homogene materialer som er let tilgængelige for mikroorganismer, er rent roesukker det mest enkle alternativ. For at opnå størst økonomisk og miljømæssig bæredygtighed er restprodukter, som i dag ikke anvendes, eller celluloserige råmaterialer, det bedste alternativ. For at kunne erstatte dagens teknik som baseres på billig olie er det også vigtigt, at prisen på råvaren er så lav som muligt. Eksempelvis kan den store mængde af organiske forbindelser i sortlud og bark, som uudnyttede trærester/treaffald, også anvendes til fremstilling af kemikalier og materialer og genere ekstra indkomster for cellulosefabrikken. De organiske foreninger kan anvendes enten som de er, eller efter kemisk modificering. 
Andre materialer som ofte diskuteres som udgangsmaterialer: 
- Sukkerholdige råmaterialer – sukkerroer, sukkerrør
- Stivelseholdige råmaterialer – hvede, kartofler og rester fra fødevareproduktion
- Cellulosebaserede råmaterialer – træ og trærester, halm og andre jordbrugsrester, Arundo donax (Arundo donax)
- Olieholdige materialer – raps, solsikke

De vigtigste egenskaber for råmaterialet for et bæredygtigt (økonomisk, miljømæssigt, socialt) bioraffinaderi er:
- Lav pris
- Lav miljøpåvirkning i produktionen
- Stor tilgang til råmaterialet
- Lav (acceptabel) brug af begrænsede ressourcer , eks. land og vand
- Enkel konvertering til ønskede produkter

Teknikker til at konvertere vedvarende materialer til værdifulde produkter er under udvikling i mange forskergrupper i verden.

## Konverteringsprocesser
Bioraffinaderisystemer kan klassificeres ud fra råvarer, type af teknik eller mellemprodukt og kan deles i to hovedklasser:
- Biokemisk konvertering (til eks. gæring)
- Termokemisk konvertering (til eks. pyrolyseChemrec forgasning af sortlud)

Den biokemiske konverteringsproces kan endvidere deles op i underprocesser; 
- Forbehandling af råmateriale – formålet er hovedsagligt at frigøre fermenterbare sukkerarter, til eksempelvis glukose fra stivelse eller fra cellulose gennem hydrolys. Hydrolysen katalyseres normalt af en syre eller enzym (amylaz eller cellulaser).
- Fementering – sukkeret konverteres gennem cellernes metabolisme til (blandt andet) det ønskede produkt.
- Oprensning – produktet oprenses fra masken gennem processer som adskiller produktet fra øvrige komponenter, til eksempelvis destillering, udfældning

Procesøkonomi: For at processen skal være økonomisk bæredygtigt i konkurrence med fossile produkter er følgende parametre meget vigtige: 
- Efter forbehandlingen – koncentrationen og udbyttet af fermenterbart sukker
- Efter fermenteringen/gæringen – koncentrationen og udbyttet af produktet (fra sukker)

Koncentrationen af produktet efter fermenteringen skal ofte være over 10% eftersom oprensningen ellers vil koste oh kræve for meget energi. Omkostningen pr. kilo fermenterbart sukker eller forbehandlingen bør ligge under 5 kr pr kg. 

## Aktører i Norden
Mange foretag, universiteter og højskoler i Norden arbejder med at udvikle teknologier for at fremstille kemikalier og brændstoffer fra biomasse. 
Eksempler:
- Lunds Universitet, (LU Biofuels, Bioraffinaderi Öresund)
- Danmarks tekniske Universitet (Systembiologi - DTU http://www.env.dtu.dk/)
- Chalmers (Chalmers Fermentationsteknik)
- Aalborg Universitet (Aalborg)
- Biorefining alliance DK (Biorefiningalliance Danmark)
- Processum SE (Processum)